# مخطط تصنيفي للماء

تساقط قطرات الماء من الصنبور

تركيب (جزيء) الماء (H_{2}O)

يمثل الإطار التفصيلي التالي نظرةً عامةً على الماء وكذلك دليلاً موضوعيًا له:
يُعد الماء مادة كيميائية، ويتكون من الصيغة الكيميائية ماء. يتكون جزيء الماء من اتحاد ذرة أكسجين وذرتي هيدروجين في رابطة تساهمية على الرغم أن الحالة الرئيسية للماء هي الحالة السائلة؛ فالماء في الأصل سائل عادةً ينتشر على الأرض في الحالة الصلبة على هيئة جليد والحالة الغازية على شكل (بخار الماء أو البخار) نتيجة ما يحدث من تغير في الظروف المحيطة. وفقًا لمجموعة المصطلحات التقنية المستخدمة في تسمية المركبات الكيميائية، يُعد أحادي الأكسيد ثنائي الهيدروجين (Dihydrogen monoxide) الاسم العلمي للماء، لكنه لا يُستخدم على الإطلاق.

## الخواص الكيميائية واستخدامها
- (جزيء) الماء
- كهرلة
- ماء التبلور

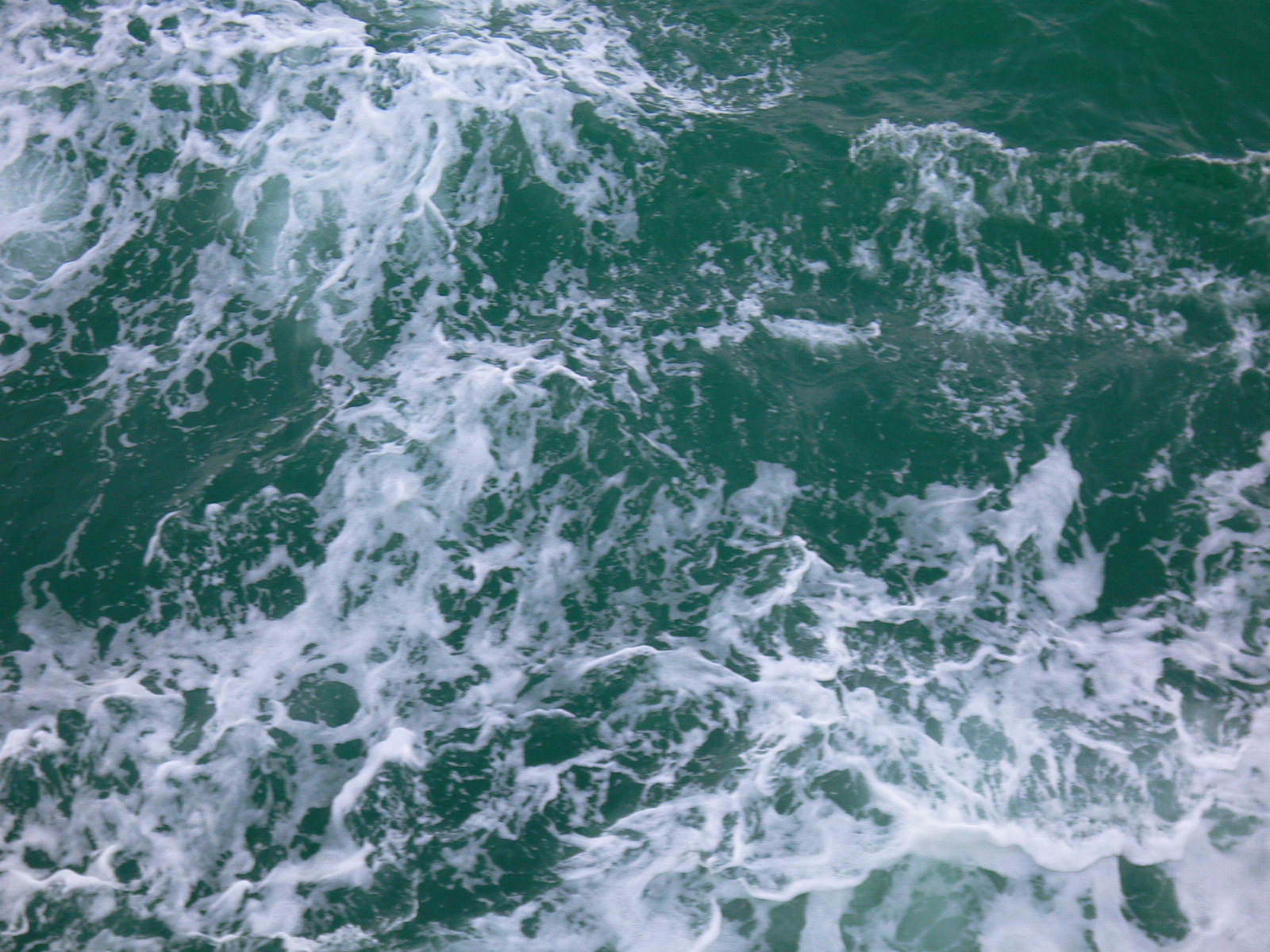
مياه البحر.

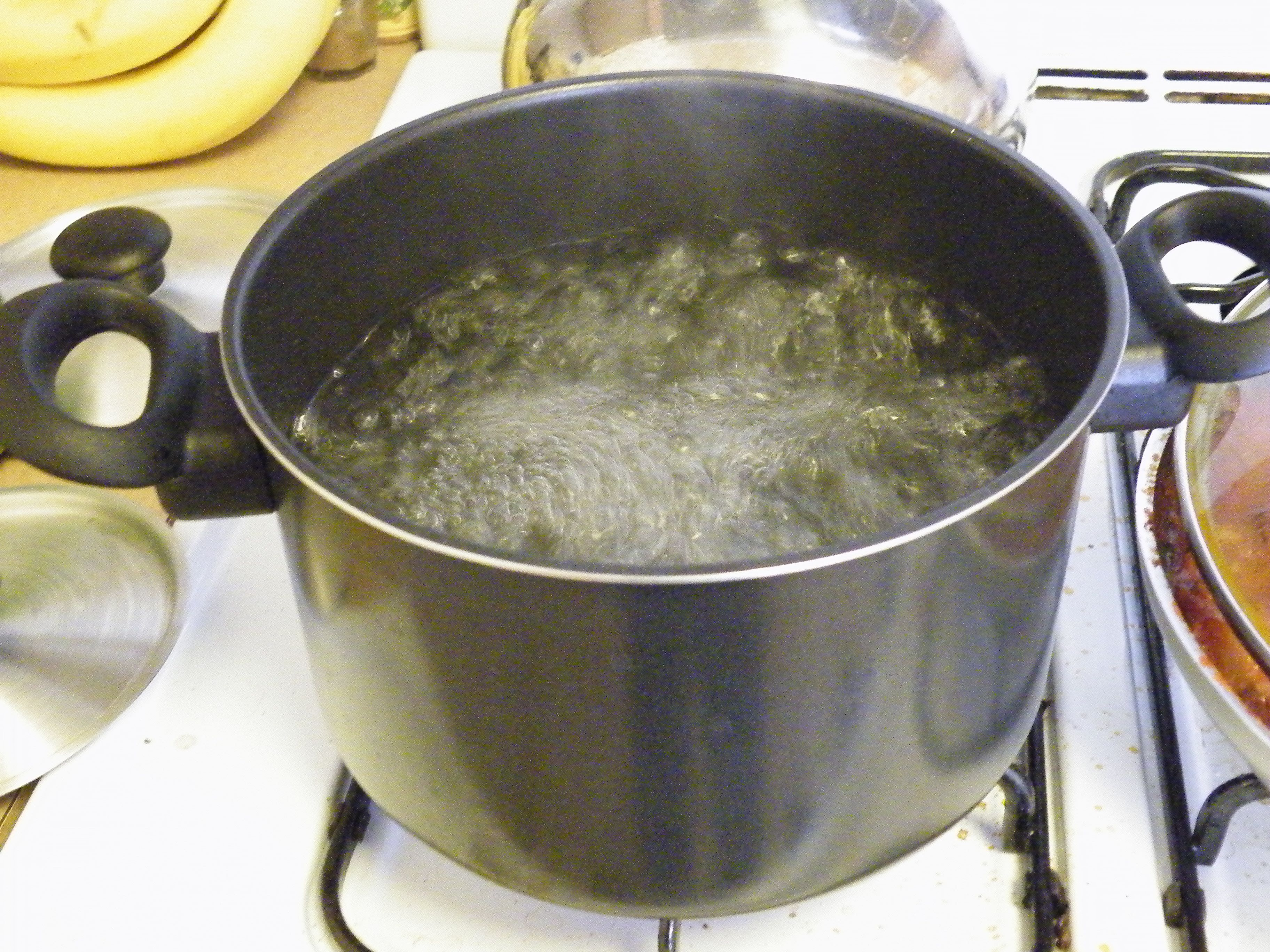
غليان الماء.

- إزالة الأيونات القلوية من الماء (Dealkalization of water)
- معايير جودة مياه الشرب
- تأين الماء الذاتي
- مستحلب الماء بالماء
- تنقية المياه
- صفحة بيانات الماء
- الماء العَسِر / الماء اليسر
  - تيسير الماء
- امتصاص الماء
- ماء ثقيل
- ماء مقطر
- ملوحة
  - مياه مالحة
  - مياه البحر
- هيدرات
- غليان

## الخواص الفيزيائية

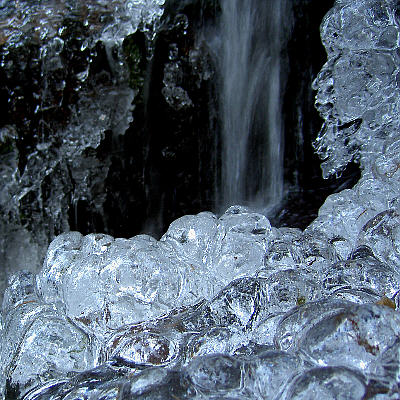
يُعرف الماء المتجمد بالجليد.

- خصائص الماء
  - لون الماء
  - بخار الماء
    - ضغط بخار الماء
    - البخار

  - د
    - ماء قمري

  - الخواص البصرية للماء والجليد
  - نوعية المياه
  - صفحة بيانات الماء
- مياه معدنية

## الجغرافيا
- أصل الماء على الأرض

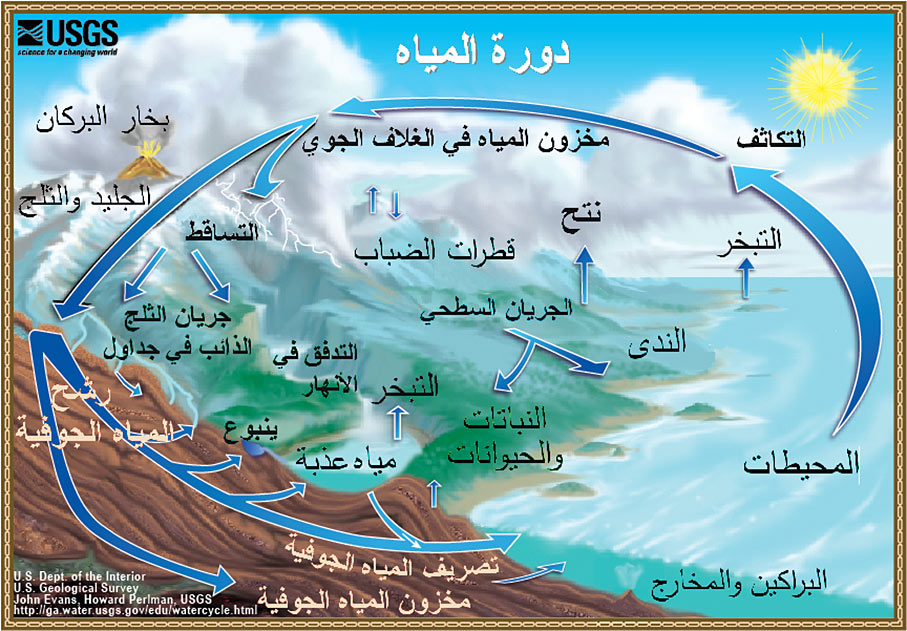
دورة الماء

  - ظهور المياه على كوكب المريخ والأرض
- غلاف الأرض المائي
  - علم المياهيات
    - توزيع الماء على كوكب الأرض

  - دورة الماء
  - ماء جوفي
- جسم مائي
  - مياه مالحة
    - مياه البحر
    - محيط
    - بحر
      - مد وجزر

    - أجاج
    - ماء مسوس

  - ماء عذب
    - الطبقة الجوفية
    - نهر
    - تصريف المياه
      - حاجز مائي
      - مستجمع مائي

    - بحيرة
- مثلجة
- سخان
- ينبوع
- شلال
  - قائمة الشلالات في العالم

### طقس

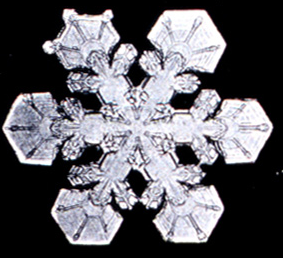
ندفة ثلج.

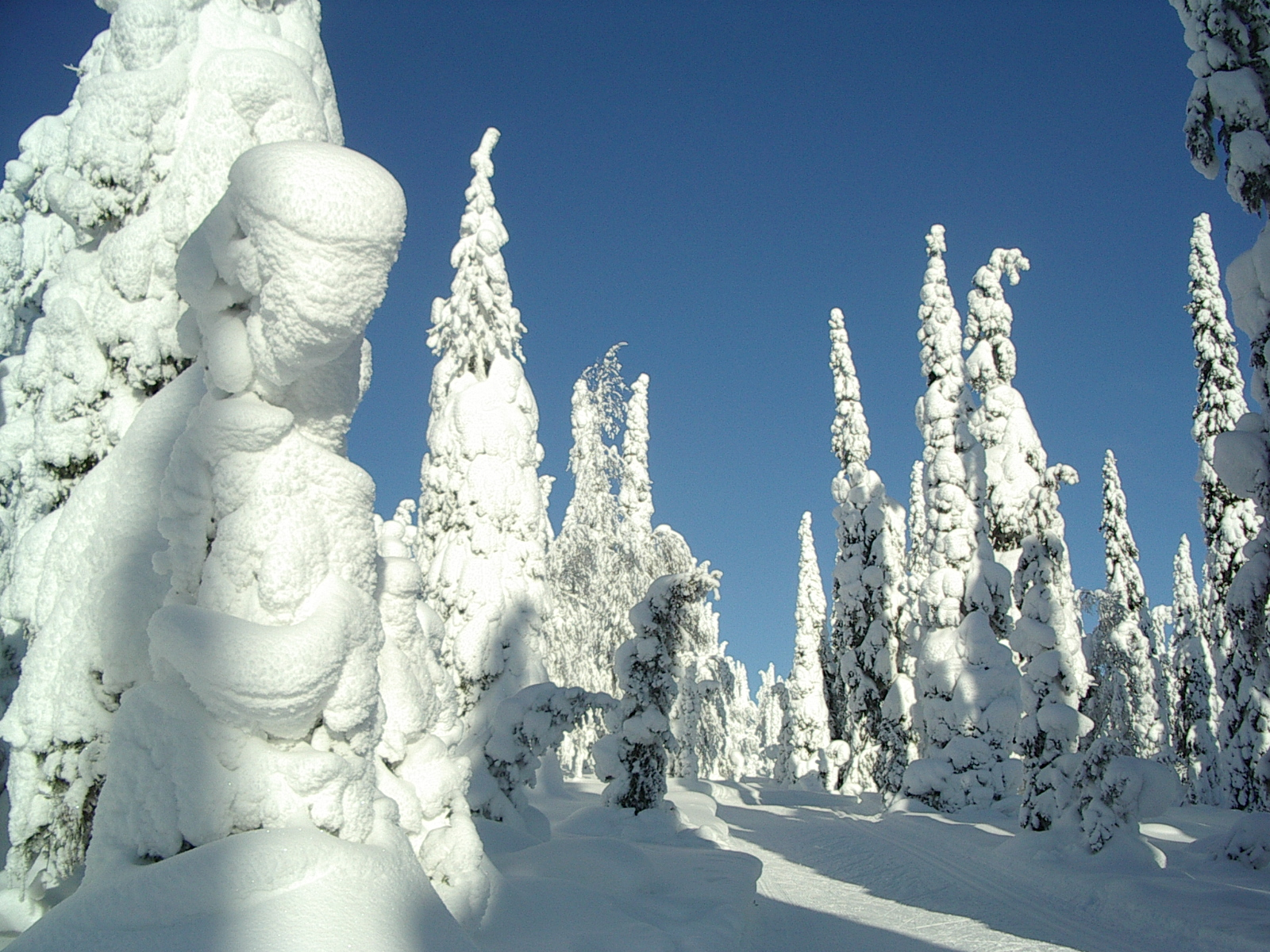
أشجار مغطاة بالثلوج.

- هطول (علم الطقس)
  - مطر
  - مطر التجمد
  - رذاذ المطر؛ مطر خفيف
  - ثلج
  - كريات ثلجية
  - حبيبات ثلج
  - حُبيبات جليدية
  - برد (هطول)
  - بلورة ثلج
  - ندى
  - صقيع
    - صقيع أبيض؛ بلورات جليدية بيضاء

  - تجمد جوي
  - جليد زجاجي
- سحب
- ضباب
- سديم (ضباب)
- رذاذ الموج
- فيضان
- موجة
  - موجة رياح
  - تسونامي
- جفاف

## في الطبيعة والحياة
- أصل الماء على الأرض
  - ظهور المياه على كوكب المريخ والأرض
- تسمم مائي
- مياه الشرب
- غرق
- تجفاف

### الحياة البحرية
- تحت الماء
- علم الأحياء البحرية
- بيولوجيا مائية؛ علم الأحياء المائية
  - نظام بيئي مائي

## السياسة والقضايا المُتعلقة بشئون الماء
- السياسة المائية
  - السياسة المائية في الشرق الأوسط
  - السياسة المائية لشئون حوض نهر الأردن
- قانون المياه
- حق المياه
- الموارد المائية
  - الموارد المائية في جمهورية الصين الشعبية
  - الموارد المائية في سنغافورة
- إعادة استخدام زجاجات المياه
- أزمة المياه
  - حفظ المياه
    - كفاءة استخدام المياه
    - البصمة المائية
- صناعة المياه
  - خصخصة المياه
  - إدارة المياه
- نزاع المياه
- تصدير المياه
- تلوث المياه

### إمداد المياه والصرف الصحي

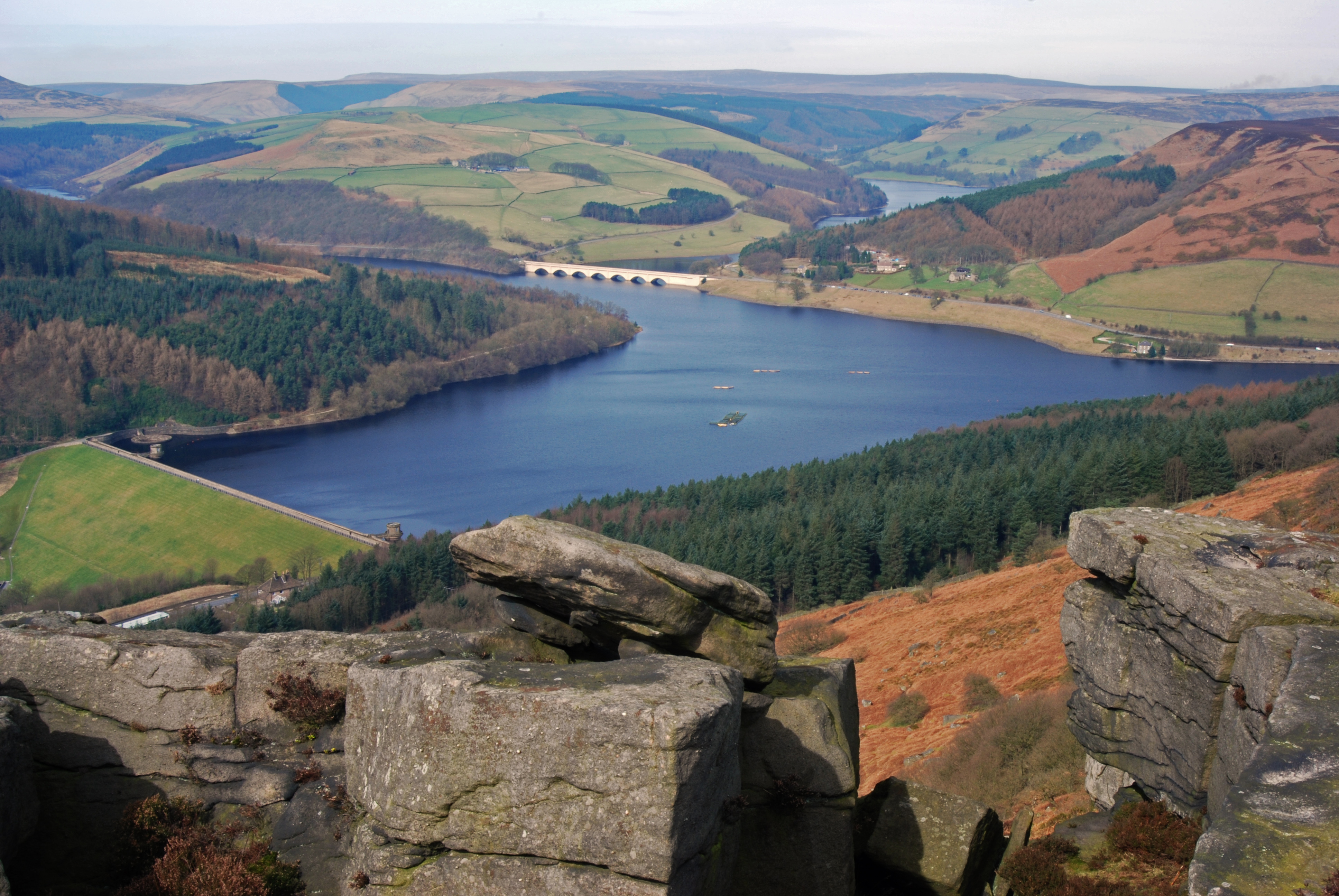
يُعد خزان مياه سيدة الكوخ مثالاً على الخزان المائي.

- إمداد المياه
  - شبكة مياه عذبة
    - خزان مائي
    - سد
    - حاووز
    - مجرى مائي مرفوع
    - مضخة
    - بئر
    - حنفية عامة للشرب
    - أنبوب مياه
      - أنابيب المياه

    - الصنبور (الصمام)
- تطهير المياه
- مياه الشرب
- ماء فلوريدي
  - معارضة فلورة المياه

## في الثقافة والرياضة

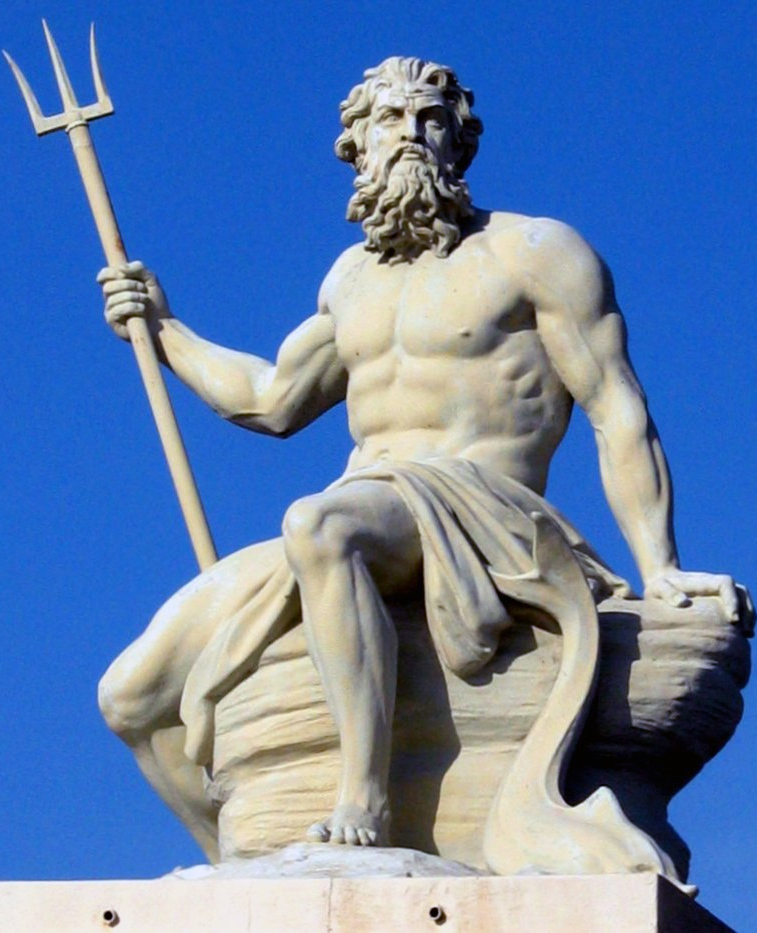
بوسيدون، إله الماء عند الإغريق. تُعد أسطورة إله الماء، نبتون، في الميثولوجيا الرومانية، مطابقة لأسطورة بوسيدون إلى حدٍ كبير

- إله الماء
- الماء (عنصر تقليدي)
- الماء المقدس
- رياضات مائية (أنشطة ترفيهية)
  - قائمة بالرياضات المائية
    - سباحة
    - كرة الماء
- رياضيات شتوية
- مسدس ماء
- حرب مائية
- نافورة

## الاستخدامات
- ناعور
- طاقة مائية
  - عنفة مائية
  - محرك بخاري
- شرب
  - مياه الشرب
  - ماء الصنبور
  - مياه معبأة
  - كؤوس للشرب
    - كأس (قدح)
- ساعة مائية
- هندسة الري
- استخدام الماء في مكافحة الحرائق
- الغوص الاحترافي
- نقل مائي
- الاستحمام
  - حوض
  - حوض الاستحمام
  - دش
- الغسيل
  - آلات الغسل الضغطية
- حرب بحرية